# Coupe d'Asie centrale des nations de football
La Coupe d'Asie centrale des nations de football est une compétition internationale de football disputée par les équipes nationales masculines seniors des membres de la Fédération de football d'Asie centrale (CAFA), l'instance dirigeante du football en Asie centrale.

## Histoire
L'édition inaugurale devait initialement se tenir à Tachkent en octobre 2018,,,. mais n'a cependant pas été disputée. En mars 2023, il est annoncé que l édition inaugurale du tournoi commencerait en juin 2023 à Tachkent et Bichkek pour les six associations membres, avec l'ajout de deux équipes invitées : la Russie et une équipe asiatique non confirmée,. Cependant, le début de l'édition inaugurale du tournoi est de nouveau questionné après qu'il a été annoncé début avril 2023 que l'Iran, l'Ouzbékistan, la Russie et l'Irak participeraient à la place à un tournoi à quatre nations en juin 2023.
Le 15 avril, il est signalé que la Russie était sur le point de se désister, tandis que les organisateurs insistent sur le fait qu'ils sont toujours en pourparlers avec eux au sujet de leur participation. Le 18 avril, il est annoncé que l'Iran participerait à la compétition avec le Tadjikistan, l'Ouzbékistan, le Kirghizistan, le Turkménistan et l'Afghanistan, ainsi que des invités, la Russie et un autre pays asiatique, le tournoi étant organisé à Tachkent et Bichkek en juin. Le 19 avril, le retrait de la Russie est acté. Le 24 avril, Oman est invité après que la Thaïlande a refusé l'invitation. La compétition démarre finalement le 10 juin 2023. L'Iran remporte cette première édition en s'imposant en finale face à l'Ouzbékistan.

## Palmarès
| Édition | Année | Pays Hôte                |         | Champion | Score       | Finaliste |     | Troisième    | Score | Quatrième |  | Nombre d'équipes |
| 1       | 2023  | Kirghizistan Ouzbékistan | Iran    | 1–0      | Ouzbékistan | Oman      | 1–0 | Kirghizistan | 7     |           |  |                  |
| 2       | 2025  | Ouzbékistan Tadjikistan  | À venir | –        | À venir     | À venir   | –   | À venir      | 8     |           |  |                  |

## Bilan par nation
| Rang | Équipe      | Vainqueur | Finaliste | Troisième | Éditions gagnées |
| ---- | ----------- | --------- | --------- | --------- | ---------------- |
| 1    | Iran        | 1         |           |           | 2023             |
| 2    | Ouzbékistan |           | 1         |           |                  |
| 3    | Oman        |           |           | 1         |                  |

## Résumé
| Rang | Équipe       | Part | J | V | N | D | BP | BC | Dif | Pts |
| ---- | ------------ | ---- | - | - | - | - | -- | -- | --- | --- |
| 1    | Iran         | 1    | 3 | 3 | 0 | 0 | 12 | 2  | 10  | 9   |
| 2    | Ouzbékistan  | 1    | 4 | 3 | 0 | 1 | 10 | 2  | 8   | 9   |
| 3    | Oman         | 1    | 4 | 2 | 1 | 1 | 4  | 4  | 0   | 7   |
| 4    | Kirghizistan | 1    | 3 | 1 | 0 | 2 | 4  | 6  | –2  | 3   |
| 5    | Tadjikistan  | 1    | 3 | 0 | 2 | 1 | 3  | 7  | –4  | 2   |
| 6    | Turkménistan | 1    | 3 | 0 | 1 | 2 | 1  | 5  | –4  | 1   |
| 7    | Afghanistan  | 1    | 2 | 0 | 0 | 2 | 1  | 9  | –8  | 0   |
| 8    | Malaisie     | 0    | 0 | 0 | 0 | 0 | 0  | 0  | 0   | 0   |

## Récompenses
| Édition | Sélectionneur vainqueur | Meilleur joueur | Meilleur buteur | Meilleur gardien de but | Prix du fair-play |
| ------- | ----------------------- | --------------- | --------------- | ----------------------- | ----------------- |
| 2023    | Amir Ghalenoei          | Mehdi Taremi    | Mehdi Taremi    | Ibrahim Al-Mukhaini     | Ouzbékistan       |